# Antioco (figlio di Eracle)
Antioco (in lingua greca Ἀντίοχος Antìochos) era un personaggio della mitologia greca e figlio di Eracle e di Meda che a sua volta era figlia di Filante, il re dei Driopi.

## Mitologia
Padre di Filante (figlio a cui diede il nome del nonno), Antioco fu l'eponimo della decima delle dieci tribù di Atene istituite dalla riforma di Clistene, che prese il nome di Antiochide.